# 낙우송
낙우송(落羽松, 학명: Taxodium distichum 탁소디움 디스티쿰[*])은 미국 남부가 원산지인 낙우송과 식물이다. 대부분의 침엽 송백수들은 늘푸른나무로 낙엽하지 않는 데 비해 낙우송은 갈잎큰키나무의 속성을 띤다. 미국의 동남부 연안에 주로 분포하며, 대한민국에서는 하천이나 호수 인근 도로의 가로수로 식재하고 있다. 본래 자생지는 미국 미시시피 강 유역 뿐이라고 하나 이 나무의 화석은 북반구의 일본이나 유럽 여러 나라에서 발견이 되고 있으며, 갈탄의 원료였다는 설도 있다.
일본에서는 삼나무를 닮았다고 소삼이라고 부르며 수향목이라고 부르기도 한다.

## 특징
높이 25-50m, 지름 2-5m 정도이다. 원래는 곧게 서고 나무껍질은 적갈색이며 작은 조각으로 벗겨진다. 수관은 좁은 피라미드형 또는 넓은 원형이다. 잎은 깃 모양으로 갈라진 선상피침형으로 끝이 날카로우며, 질은 연하고 부드럽다. 꽃은 암수한그루로 4-5월에 피며 수꽃이삭은 자주색이다. 암꽃이삭은 지난 해의 가지 끝에 달리며 둥글다. 열매는 구과로 구형이며 9월에 익고 종자는 삼각형으로 각 모에 날개가 있다.
사람의 무릎처럼 땅위로 툭툭 튀어나온 뿌리가 특징적인데 서양 사람들은 이것을 무릎 뿌리(Knee root)라고 부른다. 이는 낙우송이 본래 늪지대에서 자라는데 질퍽거리는 땅속이나 물 밑에서는 공기가 통하지 않으므로 숨을 쉴 수 있도록 물 밖으로 내보낸 공기뿌리(氣根)이다.

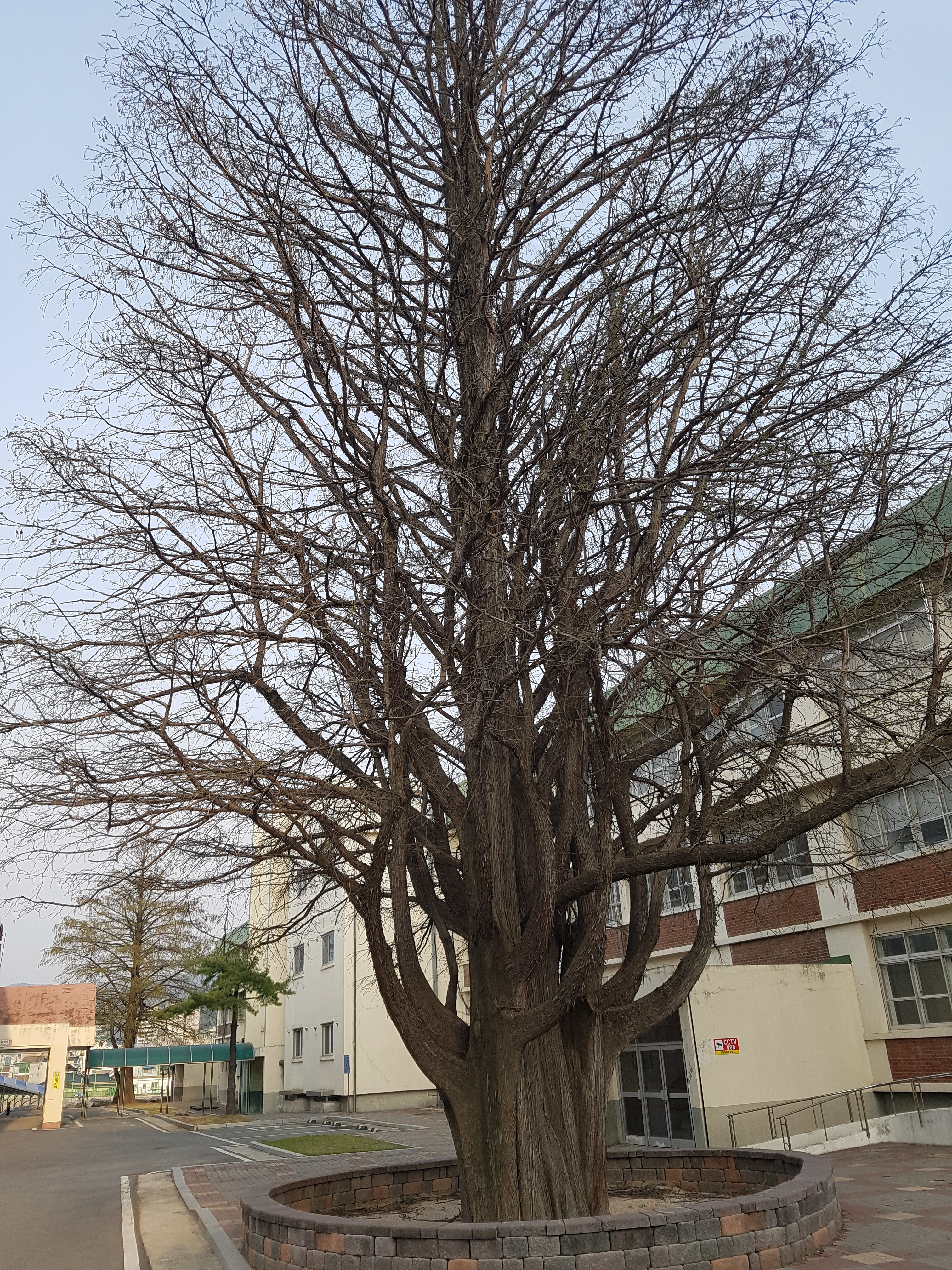
낙우송, 4월 15일

## 분류
근연종인 아스켄덴스낙우송(池杉, 학명: T. ascendens 탁소디움 아스켄덴스[*])은 일부 식물학자들 사이에서는 개별 종인 것으로 보고 있다. 한편으로는 다른 학자들이 이 종을 낙우송의 다양한 종류 중 하나(비늘낙우송, 학명: T. d. var. imbricatum 탁소디움 디스티쿰 var. 임브리카툼[*] (Nutt.) Croom)에 불과한 것으로 분류하기도 한다.곧게 뻗은 순에서 올라오는 짧은 잎이 있다는 것과, 서식지가 생태학상 주로 저영양성 흑수하천에 한정된다는 점에서 다르다.  몇몇 저자들은 몬테주마낙우송(T. mucronatum)을 낙우송의 일종으로 보아 이를 T. distichum var. mexicanum Gordon으로 분류를 달아주기도 한다. 따라서 이 속은 단 하나의 종으로만 구성된 것으로 보고 있다.

## 서식지 및 분포

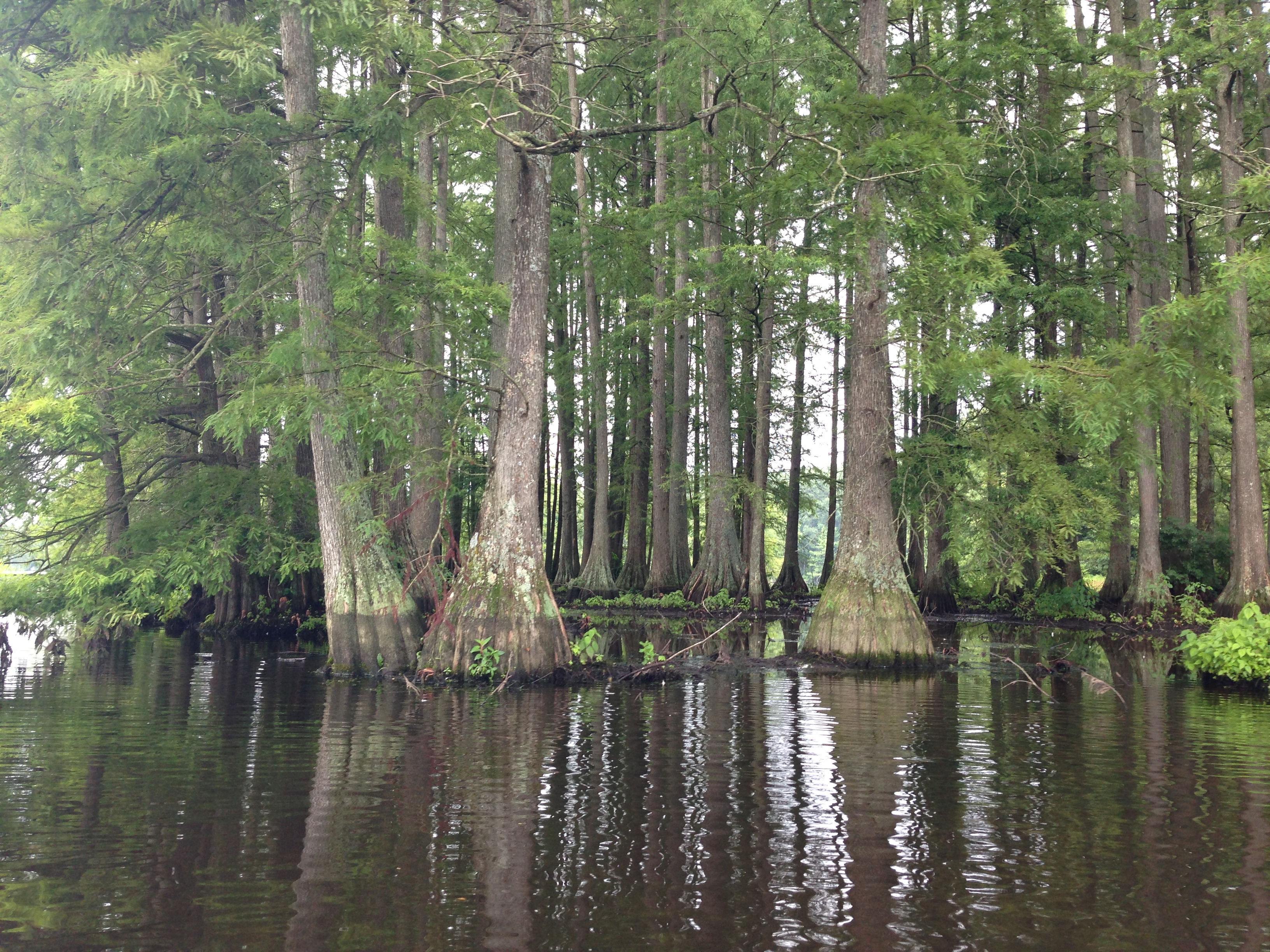
델라웨어 트랩 폰드 주립공원 내에 있는 낙우송

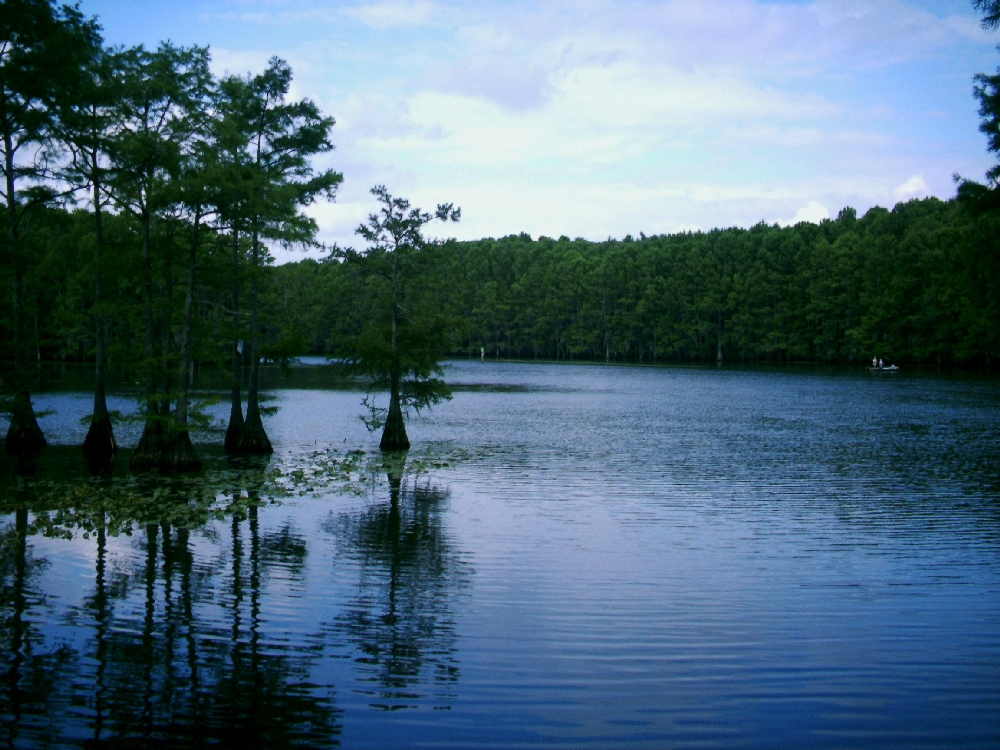
카도 호의 텍사스주 방면에 있는 낙우송

원산지는 뉴저지주 동남부에서 플로리다주 및 텍사스주 중부, 오클라호마주 동남부까지 펼쳐져 있으며, 미시시피강을 따라 뻗어있기도 하다. 수령이 1,700년 이상 된 몇몇 고목들이 사이에 껴 있는 고대 낙우송 숲은 한때 남동부의 늪지대를 뒤덮었다. 원래 서식지는 델라웨어의 극북에까지 달하는 것으로만 알려졌만, 연구자들은 현재 뉴저지주 남부의 케이프 메이 반도에서 자연림이 있는 것 발견했다. 낙우송은 야생 서식지인 뉴욕주와 펜실베니아주에서도 자라는 것을 볼 수 있다.
남아 있는 가장 큰 원시림 임분은 플로리다주 네이플스 인근의 코크스크류 늪지대보호구역 및 노스캐롤라이나주 동부의 블랙 리버에 있다. 코크스크류에 있는 나무들은 수령이 약 500년이며, 일부는 수고가 40m를 넘는다. 1985년, 아칸소대학교의 어느 연륜연대학자가 블랙 리버 부근에서 자라는 낙우송들의 연대를 측정했는데, 이중 일부가 서기 364년경부터 생장하기 시작했다는 사실을 발견했다. 2019년에 이 지역을 방문한 후 수령이 시작되는 연대가 기원전 605년으로 추정되는 나무가 발견되어 세계에서 아홉 번째로 오래된 나무로 기록되었다.

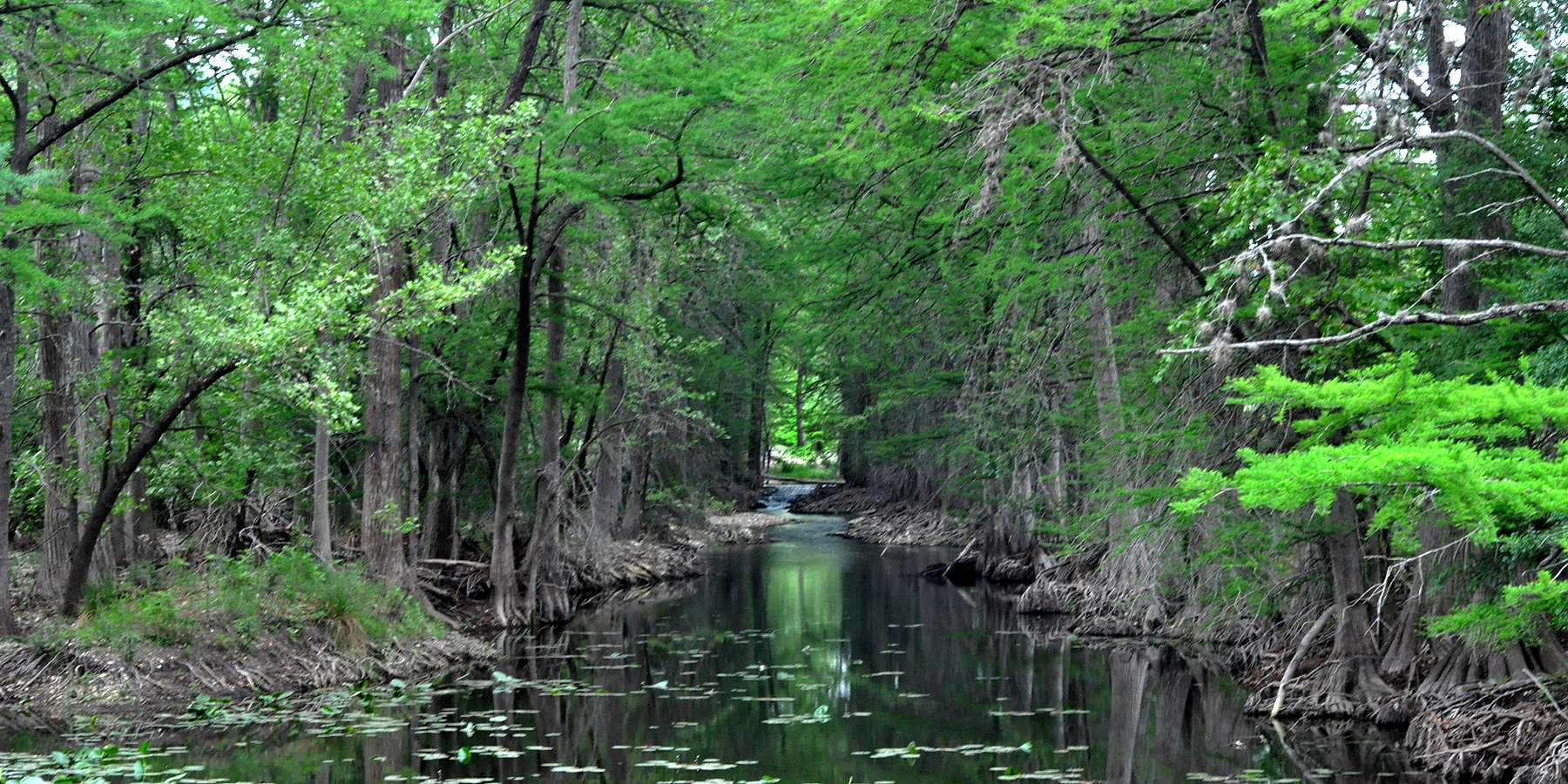
서식지의 서쪽 끝인 반건조한 에드워즈 고원에 있는 과달루페강 근처에서 자라는 낙우송(2012년 4월 14일. 텍사스주 커 카운티)

2012년, 스쿠버 다이버들은 앨라배마주 모바일의 해안에서 몇 마일 떨어진 거리에 약 18m 깊이에 잠겨있는 낙우송 숲을 발견했다. 이 숲에는 방사성 탄소 연대 측정법으로 측정할 수 없는 나무들이 포함되어 있어, 이 나무들이 50,000년 이상 된 것으로 보아 마지막 빙하기 중 초기 빙기에 살았을 가능성이 가장 높다는 것을 알 수 있다. 낙우송 숲은 잘 보존되어 있으며, 해당 표본의 절단면에서는 여전히 신선한 낙우송 향이 난다. 아직 상호 심사 저널에 결과를 발표하지 않은 한 연구팀이 이 지역을 연구하고 있다. 한 가지 가능성은 허리케인 카트리나가 해저에 쌓인 퇴적물에 보호받던 낙우송의 무덤을 노출시켰다는 점이다.

## 유래
낙우송은 일본 이름 낙우송(落羽松)을 차용한 것으로 소나무 같은 잎이 깃털처럼 떨어지는 데서 유래한 이름이다. 보통 침엽수는 대부분 상록수로 잎이 떨어지지 않는 데 비해, 낙우송은 낙엽이 지는 몇 안되는 송백류로, 이것이 이름에 반영된 것이다.

## 쓰임새
나무 모양이 아름다워 조림수로 많이 심고 목재는 내구력이 강하여 철도 침목·온실재·선박 ·지붕재 등으로 사용한다. 피부 보습, 미백효과가 뛰어나 화장품 원료로도 쓰인다.

## 사진

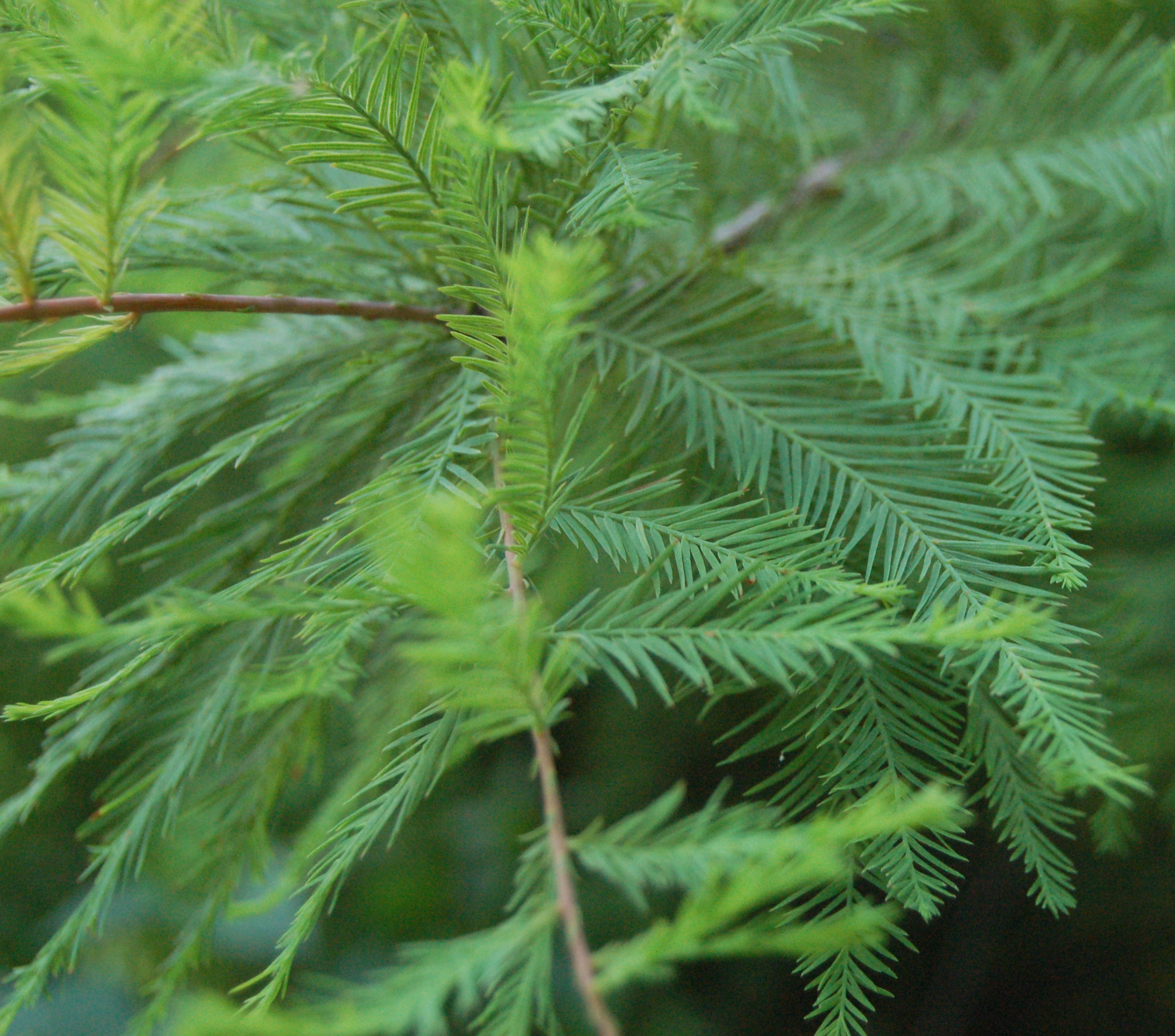
잎사귀
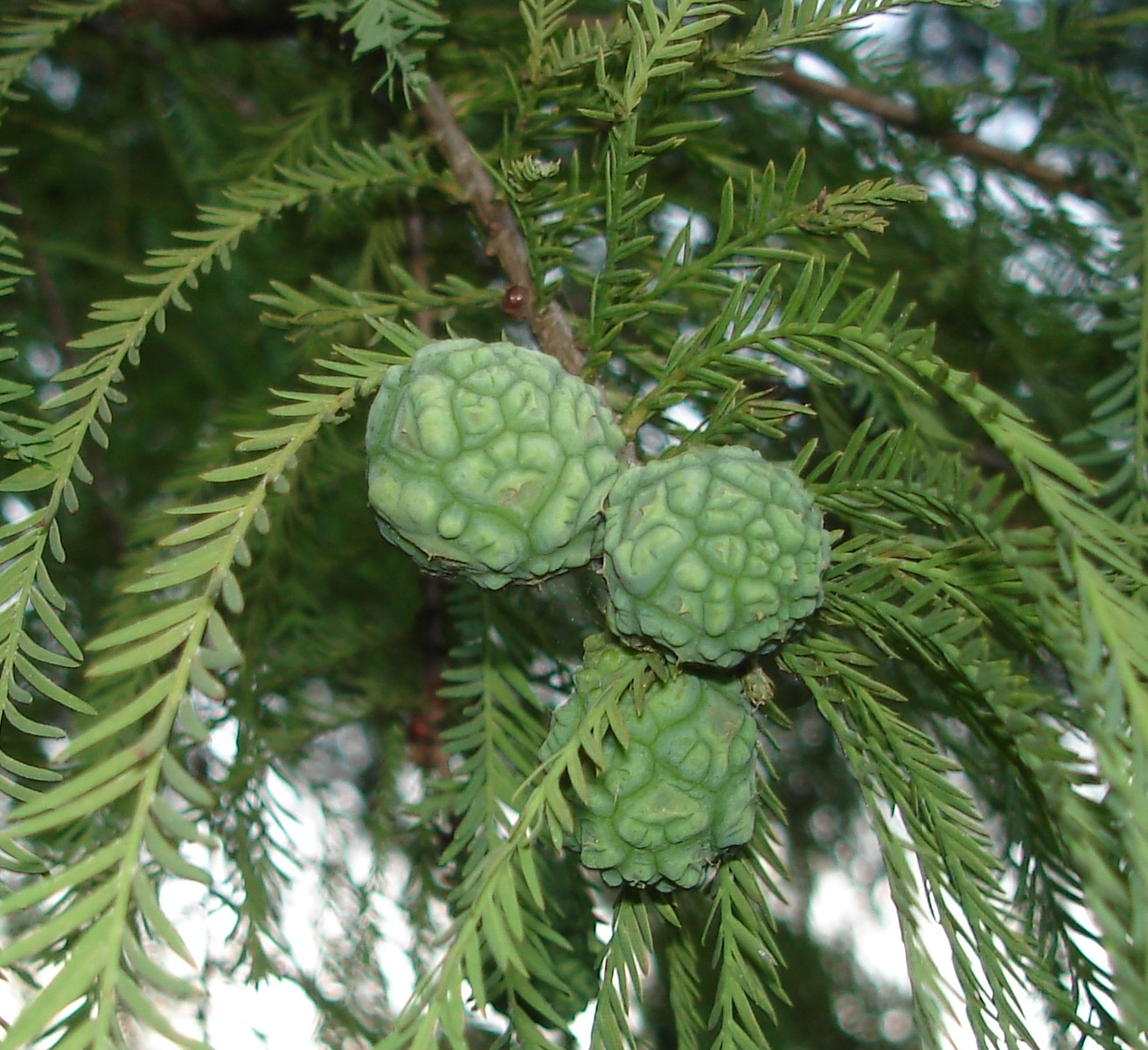
구과
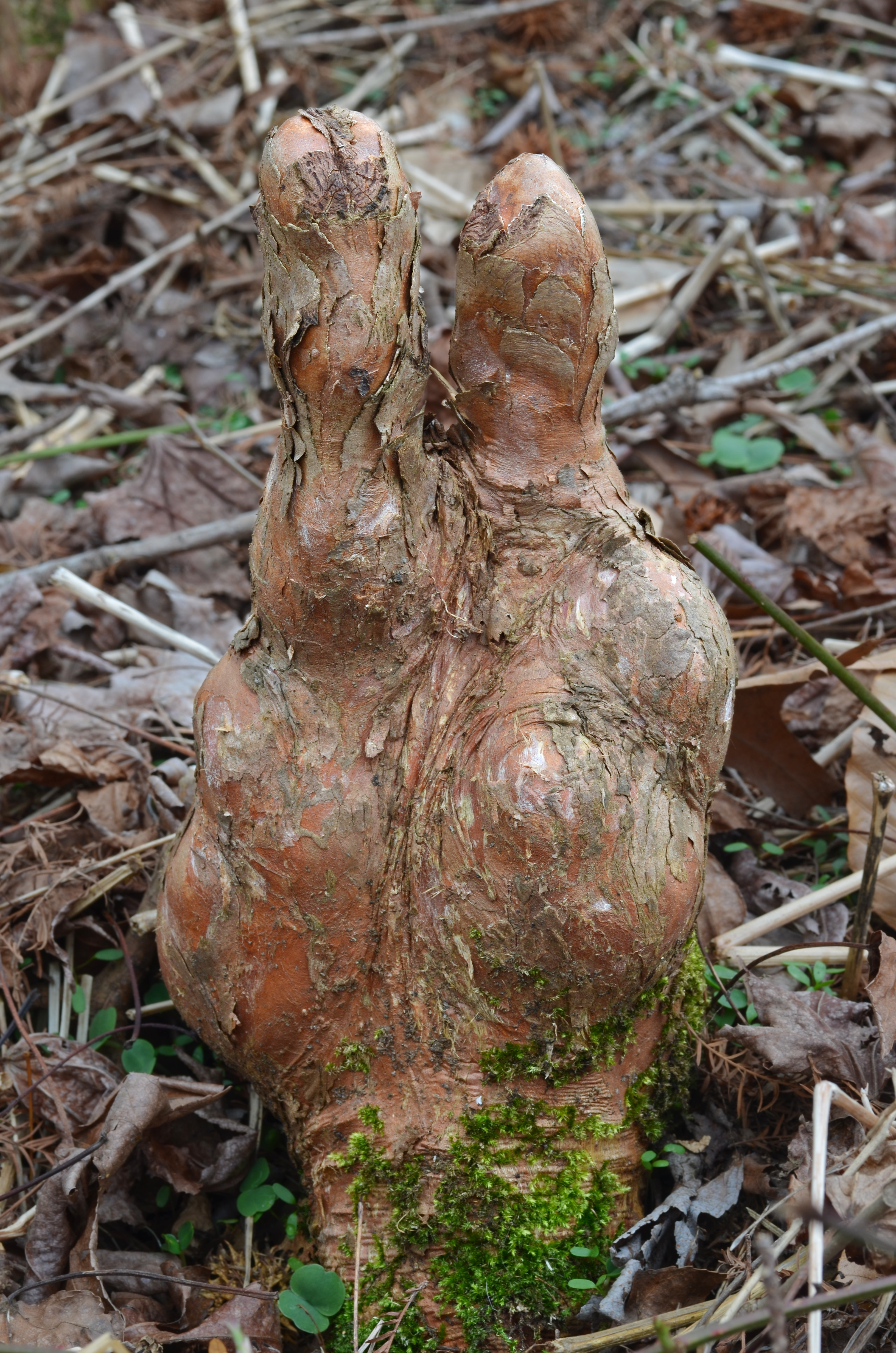
공기뿌리
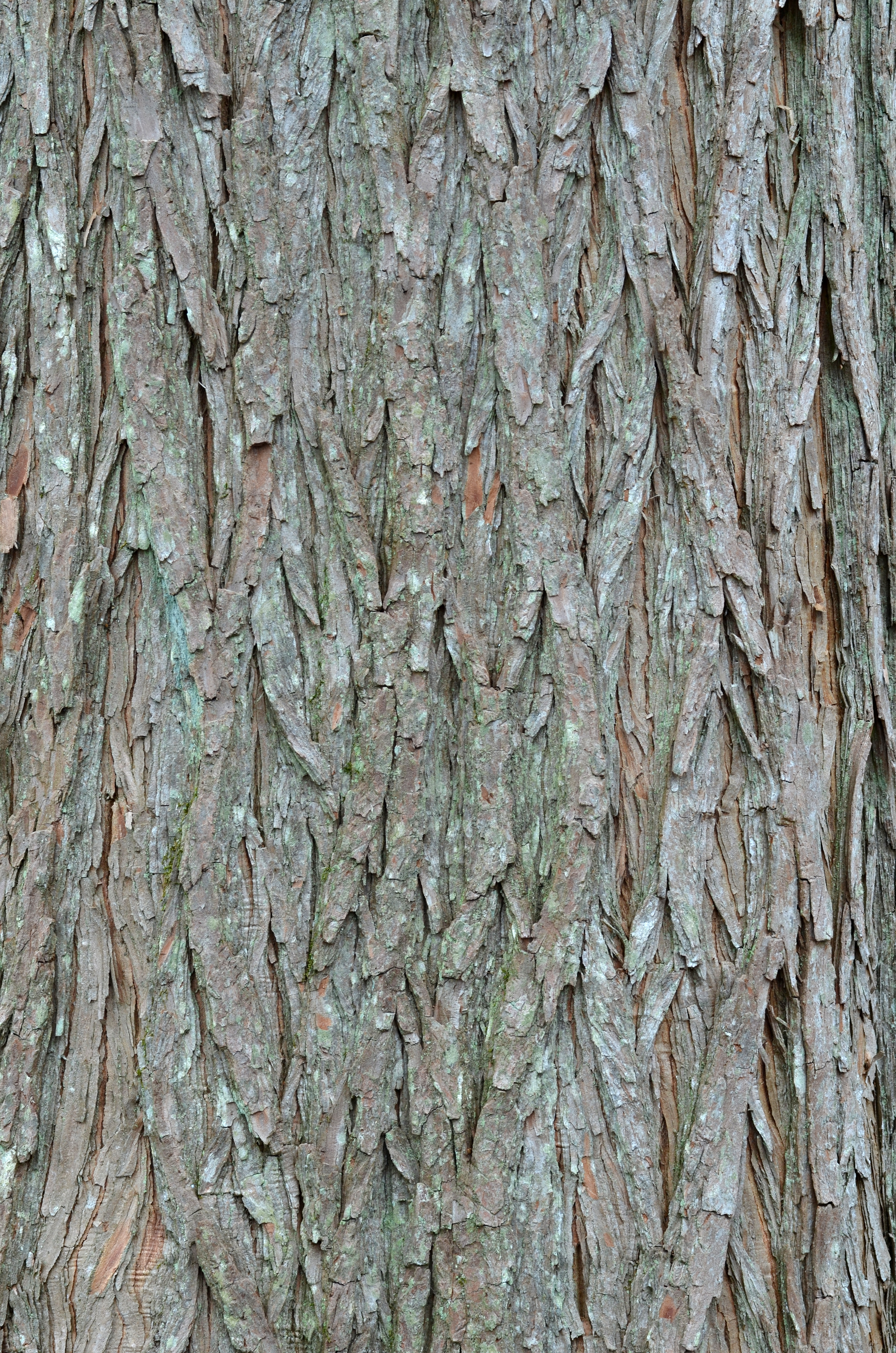
나무껍질
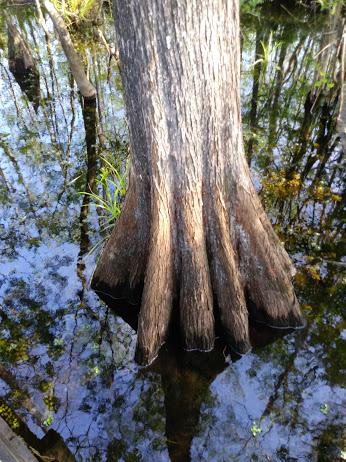
지상부 하부의 모습
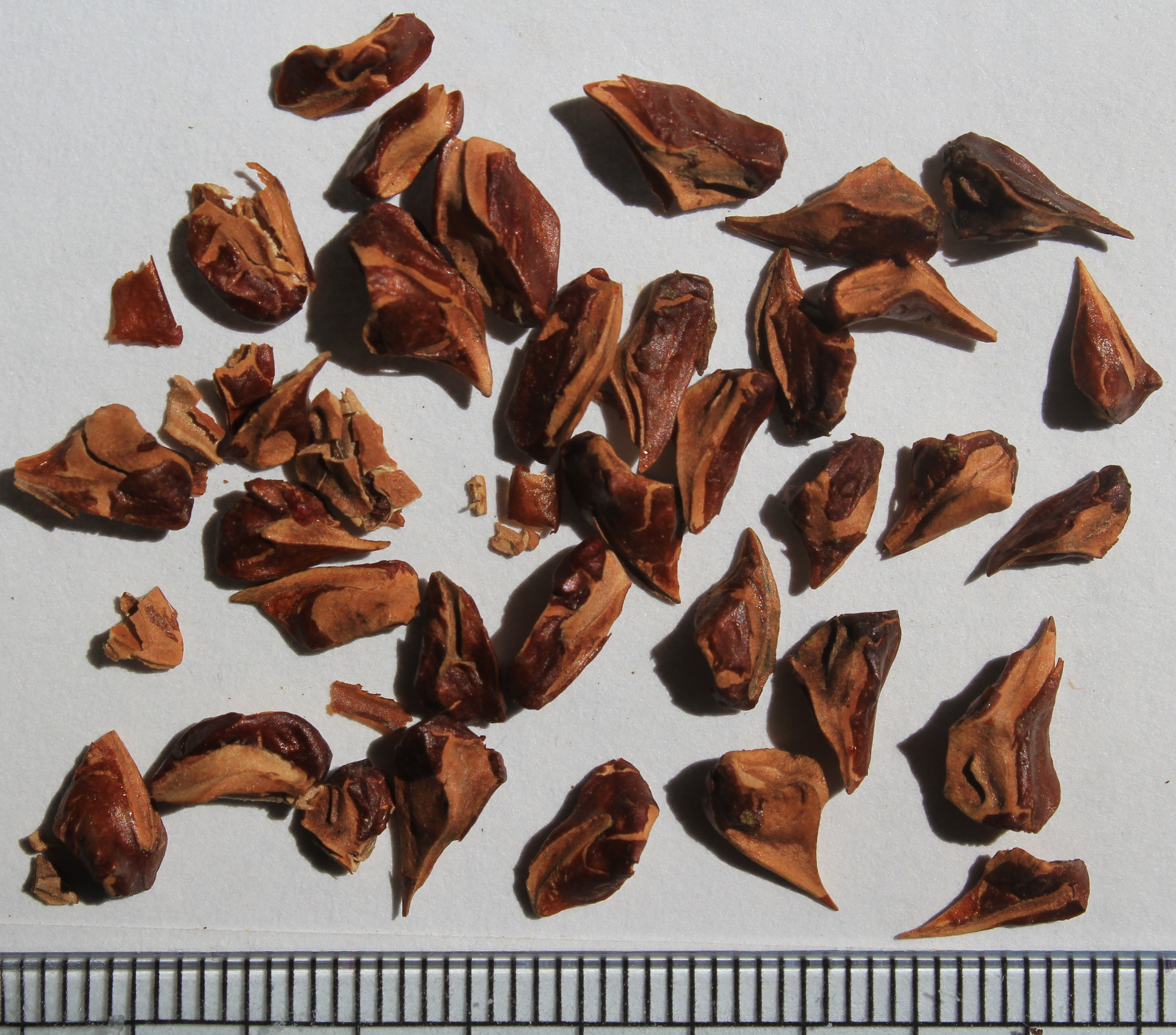
씨앗
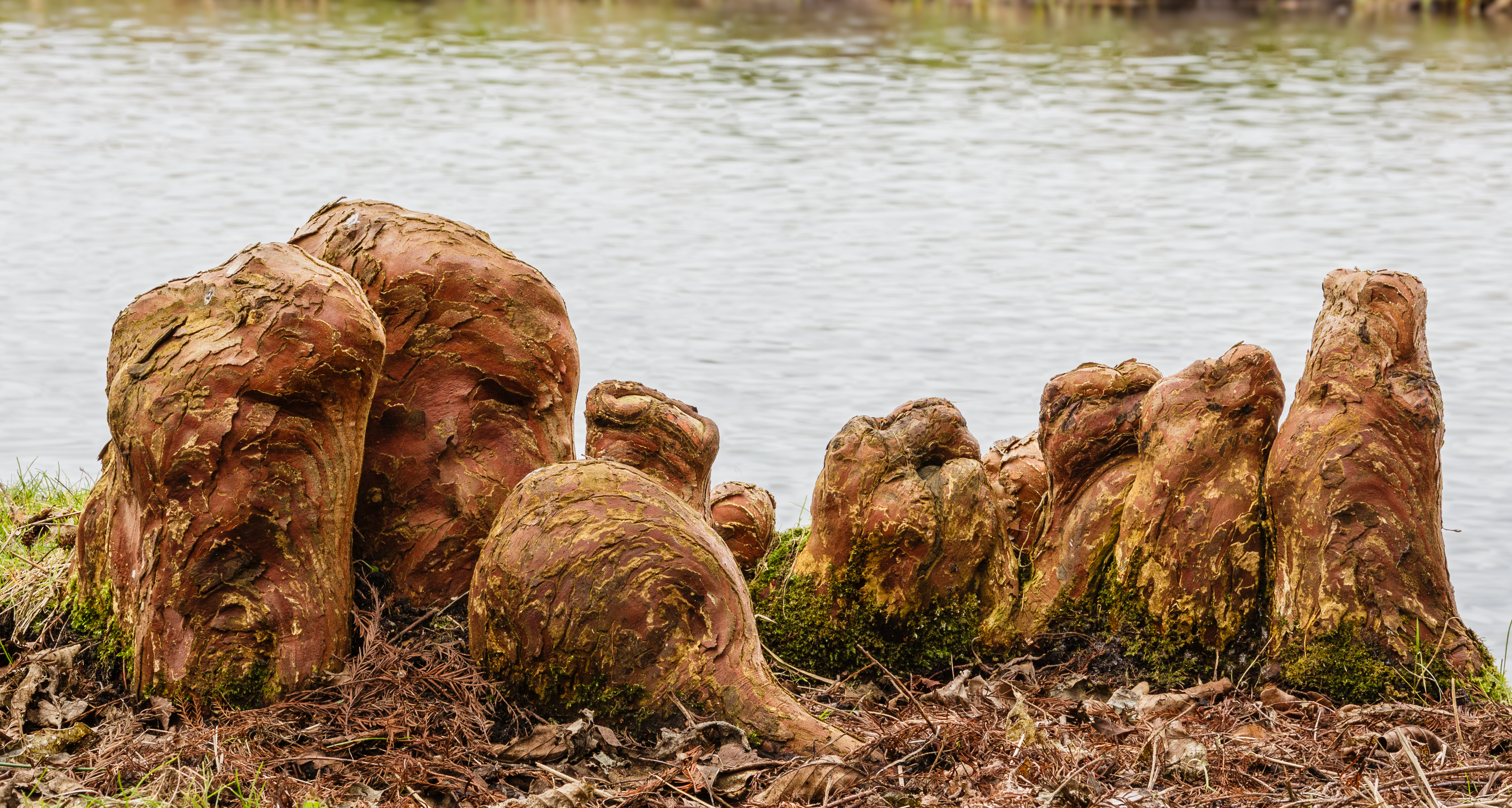
기근괴
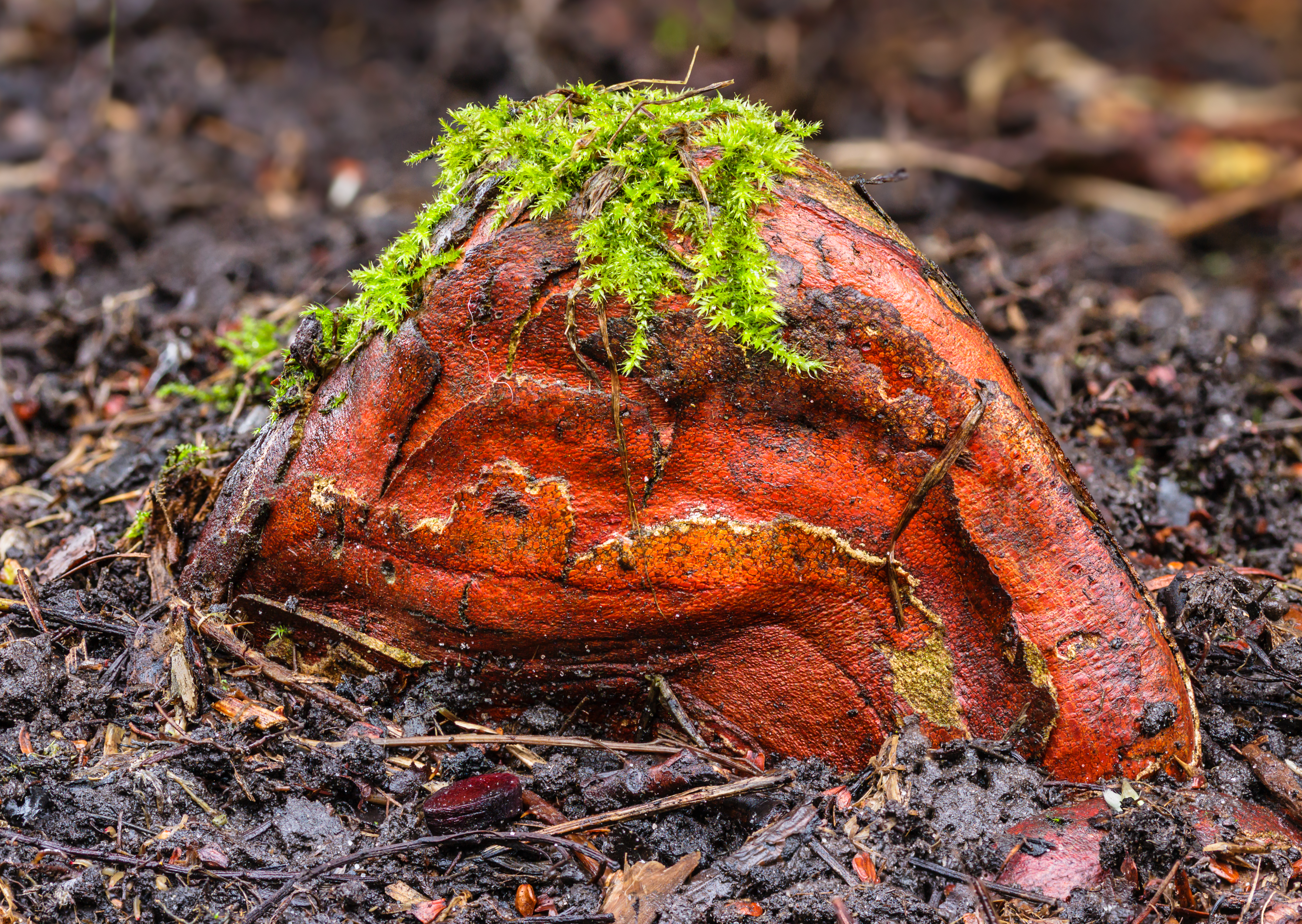
어린 공기뿌리